# 頭音法
頭音法（とうおんほう、英語: acrophony）または頭音原理（とうおんげんり、英語: acrophonic principle）とは、表音文字の特徴のひとつで、ある語を表す文字を、その語の語頭音を表す表音文字として利用することをいう。

## 例

### エジプト象形文字
古代エジプトのヒエログリフは、見た目は絵文字のように見えるが、実際には表音文字的な要素が非常に強い。ヒエログリフを解読したシャンポリオンは、ヒエログリフの各文字が、その文字によって描かれている語の最初の子音だけを表すために用いられていると主張し、その説明のために頭音法(仏: acrophonie) という語を使用した。
実際のヒエログリフは複数の子音を表している場合があり、たとえば水(*maw)を描いた文字は子音 m-w を表すために使われ、家(*pa:ruw)を描いた文字は子音 p-r を表すために用いられている。
| N35A |

| N35A |

| O1 |

| O1 |

後には頭音の原理により、描かれたものを意味するエジプト語の語彙の最初の子音を表す文字として使用された。

### アナトリア象形文字
子音のみを表すエジプトのヒエログリフと異なり、アナトリア象形文字の表音要素は音節文字であるが、やはり絵によって描かれる物の最初の1音節を表している場合が多く見られる。

### フェニキア文字および同系の文字
フェニキア文字の文字名称は不明だが、同系の文字体系であるヘブライ文字、シリア文字、ギリシア文字などでよく似た文字名称が使われていることから、フェニキア文字でも同様の文字名が使われていたと考えられる。
フェニキア文字の文字名称のうちには、実際にその文字の起源を表すと解釈できるものもある。たとえばヘブライ文字の最初の文字アレフは牡牛の意味と解釈され（ヘブライ語 אֶלֶף elef < *ʾalp）、その字形(𐤀 )は実際に角のはえた牛の頭を想起させる。しかしフェニキア文字の名称が、文字が作られたときからあったという証拠は何も存在しない。
フェニキア文字などのセム語の音素文字の起源として、いわゆる原シナイ文字を根拠として、エジプトのヒエログリフを知るセム語話者が、ヒエログリフによって表される物にあたるセム語の語彙をもとに、頭音の原則によって子音を表す文字として使用したという説がある。しかし、原シナイ文字は資料が少なく、その解読が疑わしいために、この説をそのまま採用するわけにはいかない。
アラビア文字の文字名の大部分は簡易化されている。たとえば「ب バー」、「ت ター」、「ح ハー」などは子音の後に母音 ā を加えただけである。ただし一部の文字に伝統的な文字名を引きついでいる。
ゲエズ文字の文字名称はヘブライ文字と一致していたり異なっていたりする奇妙なものだが、この名称はヨーロッパのルネサンス時代以前にさかのぼらず、ダニエルズはヨーロッパの学者の意見に従ってエチオピアの聖職者が文字名を創造したものと考えている。

### ギリシア文字および同系の文字
フェニキア文字を借用したギリシア文字では、多少の違いはあるものの（例: ヘブライ文字のザインとギリシア文字のゼータ）、基本的には伝統的な文字名を引きついでいる。
子音のみを表記するフェニキア文字と異なってギリシア文字は母音も表記するが、たとえば「Α」についていうと、セム系の文字名「ʾalp」の最初の子音である声門閉鎖音「ʾ」を音素として持たないギリシア人がこれを「alp」と聞きとったために、頭音の原理によって「a」を表す文字として受け入れたと説明される。
ギリシア文字が元になっているコプト文字やアルメニア文字でも文字名称は引きつがれた。
ラテン文字の文字の名称はギリシア文字とは異なり、母音はそのまま、子音はその前後いずれかに「e」のような音を加えた簡潔なものに変更された。これにより、それまでの音素文字に存在した頭音の原理はついに滅んだ。
ルーン文字、オガム文字、キリル文字などでは新しくゲルマン語、ケルト語、スラブ語による名称がつけられた。たとえばルーン文字の最初の文字ᚠ(f)は *fehu「富」という名前であったし、キリル文字の最初の文字А(a)はазъ（アズ、一人称代名詞）という名前だった。これらの文字名称と表される音の間にも大部分は頭音の原理がなりたっている。

## 数の表記
古代のギリシアの数字表記のひとつに、「Π」で5(πέντε)を、「Δ」で10(δέκα)を表す、という方式があった。これも頭音法と呼ばれる。